# Dysauxes servula
Dysauxes servula là một loài bướm đêm thuộc phân họ Arctiinae, họ Erebidae.